# Munizipalität Lantschchuti
Die Munizipalität Lantschchuti (georgisch ლანჩხუთის მუნიციპალიტეტი, Lantschchutis munizipaliteti)  ist eine Verwaltungseinheit (etwa entsprechend einem Landkreis) in der Region Gurien im Westen Georgiens. Sie hat 29.900 Einwohner (Stand: 2021).

## Geographie
Verwaltungszentrum der 533,1 km² großen Munizipalität ist die namensgebende Kleinstadt Lantschchuti.
Im Süden und Südosten wird die Munizipalität Lantschchuti von den gurischen Munizipalitäten Osurgeti und Tschochatauri, im Osten von der Munizipalität Samtredia in der Region Imeretien und im Norden – von Osten nach Westen – von den Munizipalitäten Abascha, Senaki und Chobi sowie dem Territorium der regionsunterstellten Stadt Poti in der Region Mingrelien und Oberswanetien begrenzt. Im Westen grenzt die Munizipalität an das Schwarze Meer.
Die nördliche Hälfte des Territoriums der Munizipalität wird von der Kolchischen Tiefebene eingenommen, die von der Meeresküste bis in den äußersten Osten des Gebietes auf nur gut 15 m über dem Meeresspiegel ansteigt. In diesem Gebiet gibt es keine Ortschaften: Insbesondere der nordwestliche Teil ist von Wäldern und Sümpfen eingenommen, die weitgehend als Teil des Kolchis-Nationalparks geschützt sind; der Rest wird intensiv landwirtschaftlich genutzt. Der südliche Teil der Munizipalität ist von niedrigem, bewaldeten Bergland geprägt, das im Südosten mit dem Sairao-Kamm bis auf knapp 700 m ansteigt. Die meisten größeren Ortschaften entlang dem Rand der Tiefebene.
Durch den Südwesten der Munizipalität führt der Unterlauf des Flusses Supsa bis zu seiner Mündung in das Schwarze Meer. Im Osten wird auf einem kurzen Abschnitt der bedeutendste westgeorgische Fluss Rioni erreicht, der ansonsten etwas nördlich jenseits der Munizipalitätsgrenze fließt. Im Nordwesten verläuft die Grenze am Ostufer des lagunenartigen Paliastomi-Sees.

## Bevölkerung und Verwaltungsgliederung
Die Einwohnerzahl war mit 31.486 Einwohnern (2014) gegenüber der vorangegangenen Volkszählung (40.507 Einwohner 2002) um fast ein Viertel gesunken. Zuvor war die Einwohnerzahl seit mindestens den 1930er-Jahren faktisch stabil.
Bevölkerungsentwicklung
Anmerkung: Volkszählungsdaten

Die Bevölkerung ist fast monoethnisch georgisch (etwa 98,89 %); daneben gibt es eine kleine Zahl von überwiegend Russen und Armeniern (Stand 2014).
Die größten Ortschaften neben der Stadt Lantschchuti (6395 Einwohner) sind mit jeweils über 1000 Einwohnern die Dörfer Chadschalia, Kwemo Schuchuti, Lessa, Nigwsiani und Zqalzminda (2014).
Die Munizipalität gliedert sich in den eigenständigen Hauptort Lantschchuti sowie 15 Gemeinden (georgisch temi, თემი) mit insgesamt 55 Ortschaften:
| Gemeinde        | Anzahl Ortschaften | Einwohner (2014) |
| --------------- | ------------------ | ---------------- |
| Aketi           | 4                  | 1534             |
| Azana           | 2                  | 790              |
| Dschuruqweti    | 3                  | 1450             |
| Ghrmaghele      | 4                  | 2818             |
| Gwimbalauri     | 2                  | 1097             |
| Lessa-Tschinati | 2                  | 1437             |
| Mamati          | 4                  | 830              |
| Matschchwareti  | 3                  | 714              |
| Nigoiti         | 6                  | 2510             |
| Nigwsiani       | 4                  | 2570             |
| Ninoschwili     | 2                  | 567              |
| Schuchuti       | 2                  | 1607             |
| Supsa           | 7                  | 3250             |
| Tschibati       | 3                  | 1503             |
| Tschotschchati  | 7                  | 2414             |

## Geschichte
Seit dem Zerfall des Königreiches Georgien im frühen 15. Jahrhundert bis in das 19. Jahrhundert gehörte das Territorium der heutigen Munizipalität zum Fürstentum Gurien. Nach dem Anschluss an das Russische Reich wurde es Teil des Ujesds Gurien. Dieser bestand bei unterschiedlicher administrativer Zuordnung bis in die sowjetische Periode, in den 1920er-Jahren als Okrug Osurgeti. 1930 wurde der eigenständige Rajon Lantschchuti ausgegliedert. Nach der Unabhängigkeit Georgiens wurde dieser 1995 der neu gebildeten Region Gurien angeschlossen und 2006 in eine Munizipalität umgebildet.

## Verkehr
Durch die Munizipalität verläuft in Ost-West-Richtung die von Samtredia kommende internationale Fernstraße S12 (ს12), zugleich Europastraße 692. Nahe der Schwarzmeerküste mündet sie in die von Senaki über Poti kommende Fernstraße S2 (ს2) ein, auf diesen Abschnitt zugleich Teil der Europastraße 70, und ist somit Teil der kürzesten Verbindung zwischen Zentralgeorgien und der zweitgrößten Stadt des Landes Batumi. Eine neue Autobahntrasse parallel zur heutigen S12 ist in Bau (Stand 2017), die die Vielzahl von Orten an der Straße im Bereich der Munizipalität Lantschchuti nördlich umgeht. In Lantschchuti zweigt von der S12 die Nationalstraße Sch47 (შ47) sowie weiter westlich die Sch82 (შ82) ab, die durch das südliche Bergland in das Tal der Supsa – dort bereits in der Munizipalität Osurgeti – beziehungsweise weiter in deren Hauptort und gleichzeitig Regionshauptstadt Osurgeti führen.
Der Fernstraße S12 folgt die Bahnstrecke Samtredia – Batumi mit Bahnhöfen unter anderem im Verwaltungssitz Lantschchuti.